# Brito da Silva Josenildo
Brito da Silva Josenildo (nacido el 23 de agosto de 1993) es un futbolista brasileño que se desempeña como centrocampista.
Jugó para clubes como el Avaí, Tokyo Verdy, Consadole Sapporo, Taubaté y Fukushima United FC.

## Trayectoria

### Clubes
| Club                | País   | Año         |
| ------------------- | ------ | ----------- |
| Avaí                | Brasil | 2013 - 2016 |
| Tokyo Verdy         | Japón  | 2014        |
| Consadole Sapporo   | Japón  | 2015        |
| Taubaté             | Brasil | 2017        |
| Fukushima United FC | Japón  | 2017 -      |